# Leucochrysa reedi
Leucochrysa reedi är en insektsart som beskrevs av Navás 1919. Leucochrysa reedi ingår i släktet Leucochrysa och familjen guldögonsländor. Inga underarter finns listade i Catalogue of Life.